# Sitio de Buda (1684)
En la primavera de 1684, un ejército de unos 80 000 hombres marchó bajo el mando de  Carlos V, duque de Lorena, para capturar la ciudad de Buda de los turcos. Después de que el ejército principal cruzara el Danubio en Esztergom el 13 de junio, el frente del ejército imperial, al mando de Maximiliano Lorenz Starhemberg y el general de caballería Luis Guillermo de Baden-Baden, llegó a la ciudad-castillo de Visegrád el 15 de junio. El 16 de junio, la ciudad de Esztergom fue tomada por las tropas imperiales a pesar de sus fuertes murallas, después de que una puerta fuera destruida por los cañones. La mayoría de las tropas turcas de ocupación fueron aniquiladas y la ciudad fue saqueada. Sólo unos pocos turcos consiguieron retirarse al castillo en la roca que se encuentra encima de la ciudad. Tras un asedio de un día y medio, la guarnición turca restante capituló el 18 de junio.
El 27 de junio, el ejército imperial se encontró con una fuerte fuerza turca de 17 000 hombres en Vác bajo el mando del Gran Visir Kara İbrahim Pasha, que acabaría expulsando a los Habsburgo. Aunque los turcos se habían atrincherado en una posición favorable, Carlos V abrió la lucha con fuego de cañón. El centro de las tropas imperiales estaba liderado por von Starhemberg, y después de una lucha bastante corta supo que las tropas turcas estaban derrotadas. Vác cayó ante el ejército imperial el mismo día.
El 30 de junio, el ejército principal imperial entró en la ciudad de Pest, a la que los turcos habían prendido fuego poco antes. Después de que el ejército cruzara el Danubio en Vác, comenzó el asedio de Buda, que estaba defendida por unos 7 000 turcos. El ejército imperial, compuesto por 43 000 hombres, inició el bombardeo de la fortaleza de Buda con 200 cañones el 14 de julio de 1684, aniversario del comienzo del asedio a Viena. El mariscal de campo Graf Ernst Rüdiger von Starhemberg fue asignado para dirigir el asedio.
El 19 de julio, las fuerzas imperiales se apoderaron de la parte baja de la ciudad de Buda. Sin embargo, como no había suficientes tropas para ocuparla, von Starhemberg ordenó que se quemaran las casas de esa parte de la ciudad. A lo largo de julio y agosto, el ejército imperial hizo varios intentos de atacar la fortaleza, pero todos fueron repelidos por los defensores turcos.
A principios de septiembre, un general imperial informó de que el número de soldados aptos para el servicio se había reducido y la moral estaba baja. El 11 de septiembre, un cuerpo auxiliar imperial llegó a Buda, dando un nuevo impulso a la campaña.
El 22 de septiembre vino un ejército de socorro turco que atacó inmediatamente a las fuerzas de asedio. El ejército imperial logró repelerlas pero no pudo derrotarlas. El ejército de socorro turco se enfrentó entonces a las tropas imperiales en repetidos ataques molestos que, junto con las pérdidas causadas por la guarnición de la ciudad turca, provocaron una caída de la moral. Ernst Rüdiger von Starhemberg, que estaba gravemente herido y se enfrentaba a las continuas críticas de su ejército, tuvo que ser sustituido. El golpe final fue un período de malas condiciones climáticas durante todo el mes de octubre, por lo que se tomó la decisión de retirarse.
El 30 de octubre, el ejército imperial se retiró después de un asedio que había durado 109 días. Varios factores habían hecho que el tamaño de la fuerza aliada se redujera a la mitad de su tamaño original: pérdidas de batalla, disentería y una epidemia de fiebre, trincheras mal cavadas y errores tácticos en el asedio. El capitán Paul Joseph Jakob von Starhemberg y los aliados cristianos, después de esta fallida empresa, habían sufrido pérdidas de entre 24 000-30 000 hombres. Irónicamente, la culpa del fracaso se le echó al hombre que solo había dirigido el ejército al principio del asedio, Ernst Rüdiger von Starhemberg.